# 法律概述
法律是一套由政府当局通过强制执行来规范社会运行的规则和原则。法律也是涉及法律制定与管理的学科领域，涵盖所有法律体系。

## 法律的性质
法律是由国家或权威机构制定并强制执行的规则体系，旨在规范社会行为、维护秩序、解决纠纷和实现正义。
法律可被描述为以下所有方面：
- 学科领域 – 传授给门徒（学生）接受的知识体系；个人选择专攻的知识分支、领域或研究范畴。
  - 人文学科之一：研究人类状况的法学学术领域，主要运用分析、批判或思辨的方法，区别于自然科学主要采用的实证方法。

- 系统 – 由若干要素（常称为“组成部分”）及其相互关系构成的集合，这些关系不同于该集合或其要素与其他要素或集合的关系。
  - 法律体系的组成部分：法律学术与实践塑造了法律在社会中的解释与适用方式。

## 法律体系
- 各国法律体系列表

- 普通法系

- 大陆法系

- 宗教法
  - 巴哈伊教法
  - 圣经律法（犹太教与基督教）
  - 教会法（基督教）
  - 教会法规 – 教会制定的行为或信仰规范。“canon”一词源自古希腊语“kanon”，原指直尺，后成为建筑师和工匠绘制直线的测量工具。
    - 使徒法规
    - 圣公会教会法
      - 英格兰教会法
      - 美国圣公会教会法

    - 天主教会法典
      - 天主教习惯法 – 信徒在特定时期内反复实践的行为，经立法者批准后获得法律效力。习惯法是通过信徒持续行为并经立法者认可而形成的不成文法。
      - 天主教法令 – 上级权威为管理他人而制定的命令或法律。
      - 天主教特许豁免 – 在特定情况下免除法律的即时约束力，旨在缓解严格适用一般法可能导致的个案不公，本质是通过暂停法律适用以维护法律精神。
      - 天主教法典解释 – 教会法学者提供并遵循解释规则，以确保法律被正确理解且其约束范围得以明确。
      - 法律废止 – 通过颁布相反法律撤销先前法律，或通过新法规部分取消或修正旧法。
      - 天主教法典颁布 – 法律的公开宣告，教会法要求法律须经颁布方能生效。

  - 哈拉卡（犹太教）
  - 印度教法
  - 耆那教法
  - 波罗提木叉（上座部佛教）
  - 伊斯兰教法
- 中华法系
  - 法家

## 法律渊源
- 教会法规
- 习惯法
  - 天主教习惯法
- 判例法（遵循先例原则）
- 成文法
  - 制定法
- 宪法
- 行政法规
- 法学著作（如法律专著）
- 国际法的渊源
  - 国际习惯法
  - 条约

## 法律分支

### 公法
- 公法
  - 宪法
  - 税法

#### 行政法
- 行政法

#### 刑法
- 刑法
- 刑事诉讼法

### 实体法与程序法
- 实体法
- 程序法

### 人法
- 教会法人

### 民法
- 民事法
- 民事诉讼
- 民权
- 普通法
- 环境法
- 家庭法
- 侵权法
- 合同法
- 财产法
- 代理法

### 按管辖范围划分的法律
- 国际法
  - 国际公法
  - 国际私法
    - 国际法二元论
    - 法律多元主义

  - 超国家法
  - 欧盟法
    - 欧盟条约
    - 欧盟条例
    - 欧盟指令
    - 欧盟决定
    - 欧盟立法程序
- 国内法
  - 联邦法律
  - 州法律
  - 地方法规

## 历史
法律史
- 楔形文字法
- 巴比伦法
- 古希腊法
- 罗马法
- 早期日耳曼法
- 天主教会法律史
  - 《古法大全》

## 基本法律概念
- “不知法不免责”
- 无罪推定
- 叛国罪
- 权利
- 法治

## 影响法律的人物

### 教会法
- 托马斯·阿奎那（著有《论法律》）
- 教宗本笃十四世
- 格拉提安（“教会法之父”，奠定教会法理学基础）
- 霍斯滕西斯（最具影响力的教会法注释家）
- 教宗额我略九世（颁布《格里高利教会集》）
- 皮耶特罗·加斯帕里（编纂1917年《天主教会法典》）
- 教宗若望保禄二世（颁布1983年《天主教会法典》与1990年《东方教会法典》）
- 圣雷蒙德（教会法学家主保，编订《格里高利教会集》）
- 君士坦丁堡牧首佛提乌一世（《教会法规》编纂者）

### 大陆法
- 拿破仑
- 查士丁尼

### 普通法
- 威廉·布莱克斯通
- 小奥利弗·温德尔·霍姆斯

### 其他法律体系
- 汉谟拉比
- 摩西律法
- 穆罕默德

## 列表
法律渊源
- 条约列表

立法机构
- 各国立法机关列表
- 立法机构建筑列表

判例法
- 国际法院案件列表

立法
- 民法典清单
- 刑法典清单
- 敕令清单

其他
- 法律术语列表
- 拉丁语法律术语列表